# Josef Knubel (alpinista)
Josef Knubel (St. Niklaus, 2 marzo 1881 – Visp, 31 maggio 1961) è stato un alpinista e guida alpina svizzera,  effettuò numerose prime ascensioni e altre scalate sulle Alpi durante la sua carriera. È noto soprattutto per le sue ascensioni come guida di Geoffrey Winthrop Young.

## Biografia
Josef Knubel nacque nel 1881 a St. Niklaus, in Svizzera. Suo padre era Peter Knubel, guida alpina e carpentiere; la famiglia Knubel era nota per le sue abilità alpinistiche.

## Carriera alpinistica
Knubel iniziò a scalare montagne in giovane età e scalò il Cervino per la prima volta nel 1896, a quindici anni, con suo padre e un cliente. Il suo primo cliente importante fu Oliver Perry-Smith, uno scalatore americano che assunse Knubel come guida attraverso le Alpi nel 1903; insieme, salirono sul Cervino, il Wellenkuppe, lo Zinalrothorn, il Weisshorn, il Lyskamm, l'Ober Gabelhorn, il Dent Blanche e il Täschhorn.  
Knubel divenne guida alpina ufficiale nel 1904 dopo aver ricevuto la licenza apposita, continuando a lavorare come scalpellino e abbattitore di alberi. Le sue capacità alpinistiche furono notate dall'alpinista britannico Geoffrey Winthrop Young, che assunse Knubel come sua guida. Dal 1906 al 1914, Young e Knubel scalarono insieme ogni estate, effettuando diverse prime ascensioni, tra cui la parete sud del Täschhorn, le pareti sud-est e nord-est del Weisshorn, le pareti est del Rimpfischhorn e dello Zinalrothorn, la parete ovest del Gspaltenhorn, la cresta ovest del Grandes Jorasses e il Mont Brouillard.  Il percorso che i due tracciarono per raggiungere la vetta dell'Aiguille du Plan nel 1907 è ancora il percorso utilizzato dalla maggior parte degli alpinisti moderni.  Nella prima salita della parete est dell'Aiguille du Grépon, nel 1911, da parte di Young con diversi altri scalatori, Knubel e Henri Brocherel come guide, Knubel usò una piccozza invece di un chiodo per superare uno strapiombo; il punto fu da allora in poi conosciuto come "The Knubel Crack". 
Knubel imparò a sciare da Arnold Lunn e in seguito iniziò a usare gli sci per attraversare le catene montuose. Nel febbraio del 1920, Knubel e Marcel Kurz, usando gli sci, effettuarono le prime ascensioni invernali del Wellenkuppe, dell'Ober Gabelhorn, dello Schallihorn e del Täschhorn. Divenne guida sciistica autorizzata nel 1925. Nel corso della sua carriera, effettuò oltre 800 ascensioni di vette alpine superiori ai 4.000 metri e guidò circa 120 clienti. 
Knubel fu costretto a porre fine alla sua carriera alpinistica a causa di un infortunio al ginocchio subito durante la scalata dell'Ortles. Morì a Visp il 31 maggio 1961 dopo aver subito un intervento chirurgico addominale, correlato a un episodio di appendicite avvenuto in precedenza, e fu sepolto nella sua città natale di St. Niklaus.